# میکولا لتوین (بازیکن فوتبال)
میکولا لتوین (اوکراینی: Микола Вікторович Литвин؛ زادهٔ ۲۷ نوامبر ۱۹۶۳) بازیکن فوتبال اهل اتحاد جماهیر شوروی سوسیالیستی است.